# Jesús Goyzueta
Jesús Goyzueta Cárdenas (* 1947 in Peru) ist ein ehemaliger peruanischer Fußballtorwart.

## Karriere

### Verein
Jesús Goyzueta begann seine Spielerkarriere 1967 in Lima bei Mariscal Sucre. Zwei Jahre schloss er sich Juan Aurich an. 1970 wechselte er zu Universitario de Deportes. Mit diesem Verein wurde er 1971 peruanischer Meister und zweimal Vizemeister. 1973 und 1974 spielte er für Unión Tumán, bis er 1975 erstmals in Ausland zu CD Veracruz nach Mexiko wechselte. Nach einem erneuten Wechsel zu Juan Aurich ging er 1977 nach El Salvador zum Sonsonate Fútbol Club und 1978 nach Venezuela zum Valencia Fútbol Club, wo er 1979  seine aktive Laufbahn beendete.

### Nationalmannschaft
Goyzueta gehörte ohne Länderspieleinsatz zum peruanischen Aufgebot bei der Fußball-Weltmeisterschaft 1970 in Mexiko. Als dritter Torhüter hinter Luis Rubiños und seinem Vereinskollegen Rubén Correa kam er im Verlauf des Turniers jedoch nicht zum Einsatz. Erst nach der Weltmeisterschaft bestritt er 1971 zwei Spiele für die peruanische Fußballnationalmannschaft. 

## Erfolge
- Peruanischer Meister: 1971